# Fabian Wegmann

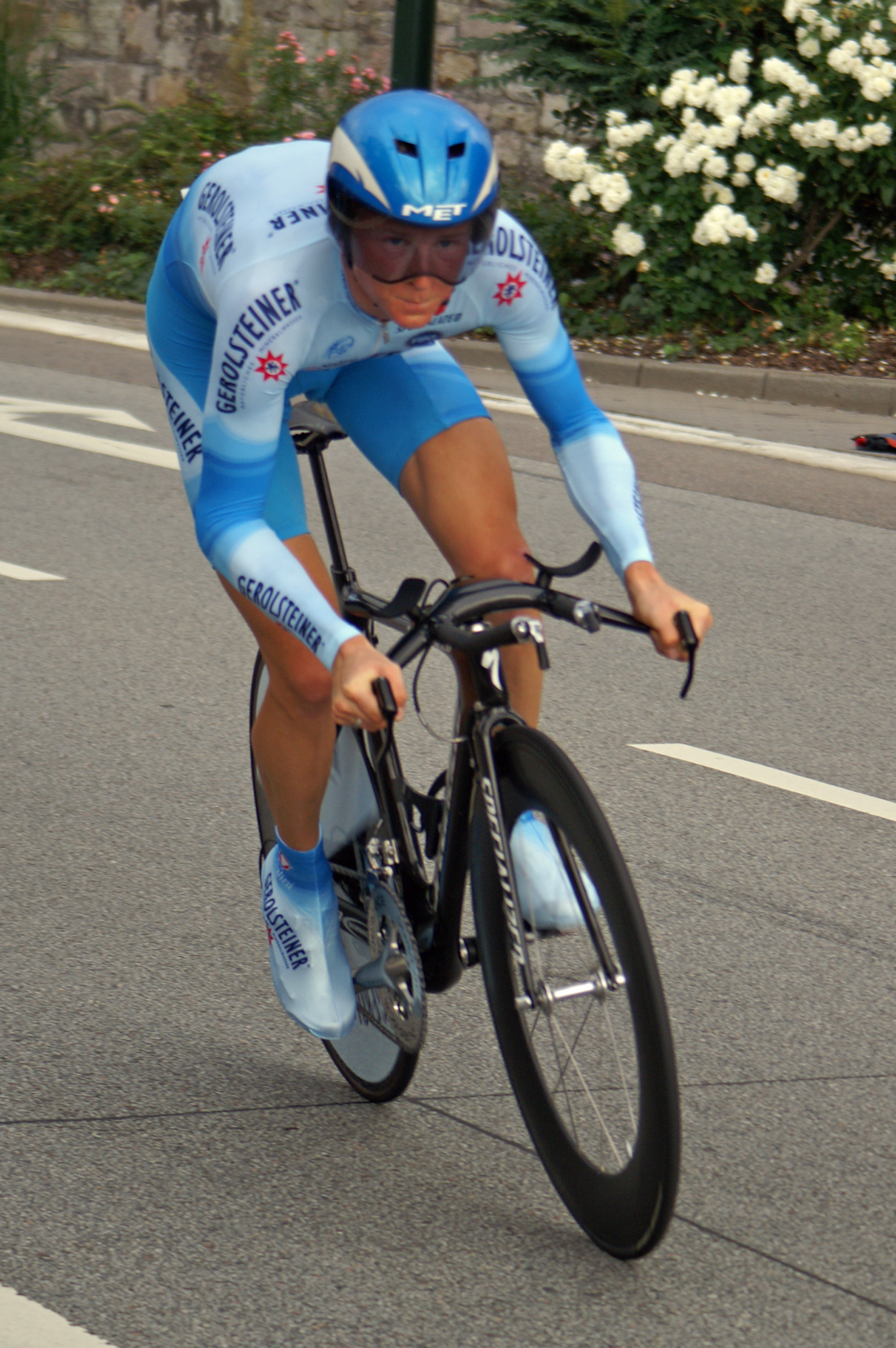
Fabian Wegmann en la Vuelta a Alemania 2005

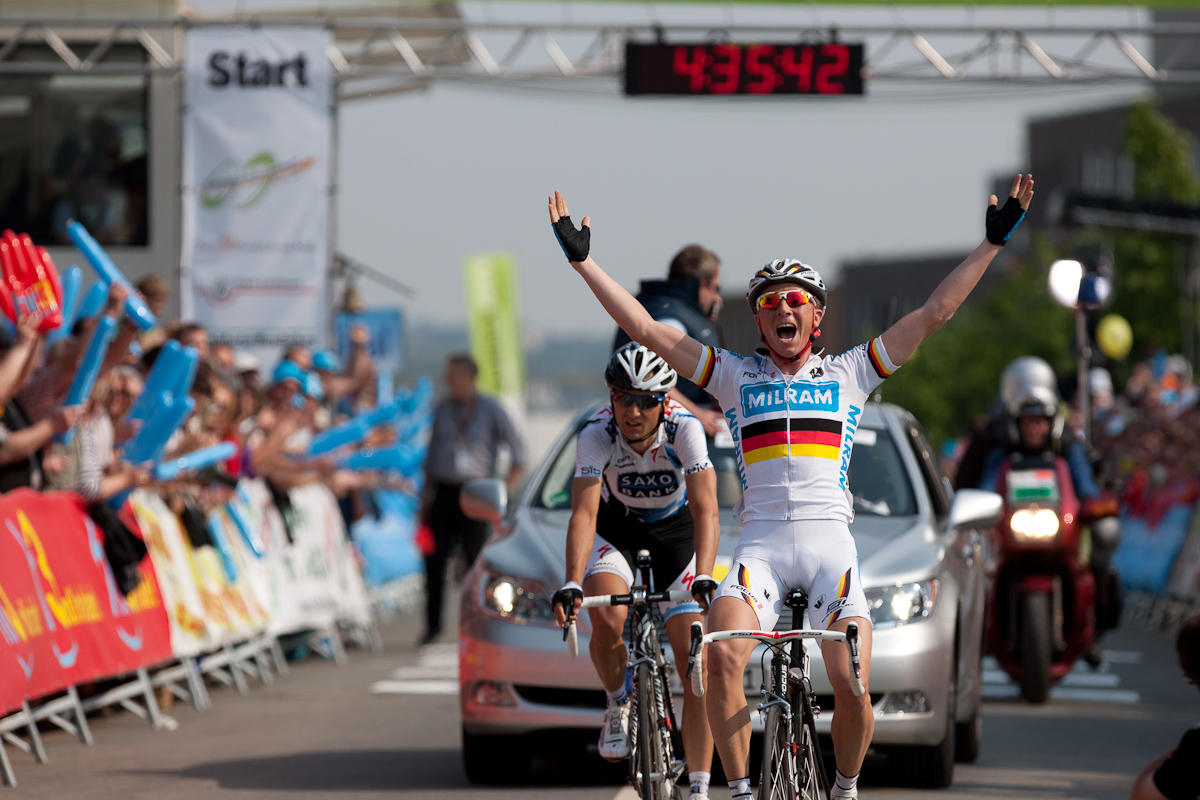
Fabian Wegmann en su victoria en el Gran Premio de Fráncfort de 2009

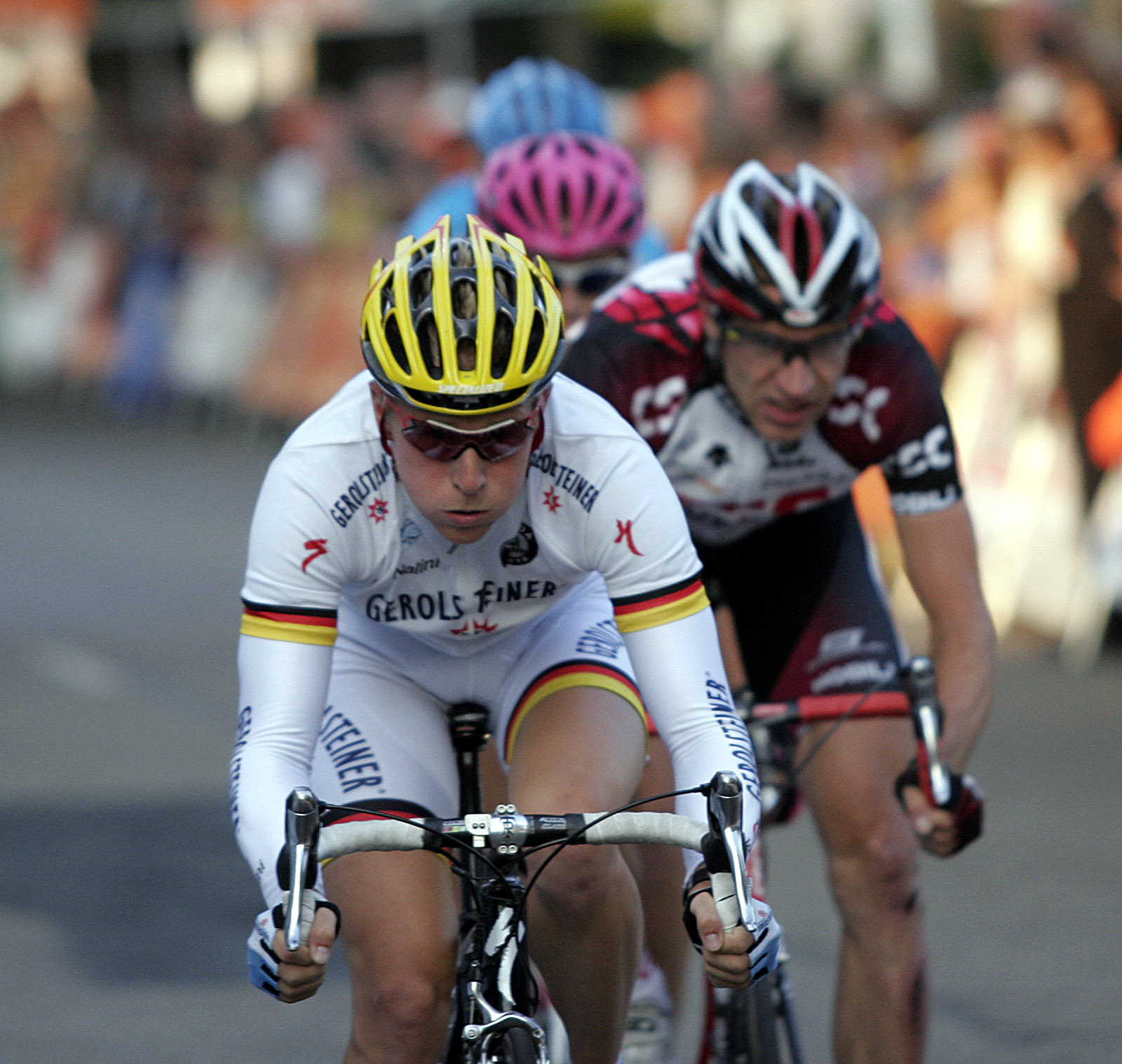
Fabian Wegmann campeón de Alemania en 2007, 2008 y 2012

Fabian Wegmann (Münster, 20 de junio de 1980) es un exciclista alemán.
Participó en el Tour de Francia 2004 y Tour de Francia 2005. En este último destacó en la 7.ª etapa con una escapada en solitario de 160 km antes de ser neutralizado por el pelotón a 23 km de meta. Consiguió así el maillot de la montaña, ya que obtuvo todos los puntos durante la escapada.
En 2007 obtuvo su primera gran victoria al imponerse en el Campeonato Nacional de Alemania de ciclismo en carretera, hecho que repitió al año siguiente.

## Biografía
En 2000, Fabian Wegmann participó en los campeonatos del mundo, en Plouay (Francia). Terminó 45.º en la prueba en ruta sub-23. Corrió de nuevo en los campeonatos del mundo del 2001 en Lisboa (Portugal), donde acabó 12.º de la prueba en ruta sub-23. Terminó el año 14.º en la clasificación UCI en la categoría sub-23.
Pasa al profesionalismo al año siguiente con el equipo Gerolsteiner. En 2003, ganó el Sachsen-Tour. En 2004, participó en las tres clásicas de las árdenas, Amstel Gold Race, Flecha Valona y Lieja-Bastogne-Lieja, las cuales fueron ganadas por su compañero de equipo Davide Rebellin, primer corredor en hacer el triplete. Disputó enseguida su primera gran vuelta, el Giro de Italia, donde ganó la clasificación de la montaña. En julio, formó parte del equipo que corrió en el Tour de Francia. En 2007 y 2008, se convirtió en campeón de Alemania
El equipo Gerolsteiner desapareció a finales del año 2008. Fabian Wegmann se unió entonces al equipo Team Milram. Con este equipo ganó el Gran Premio de Fráncfort en 2009 y 2010.
El equipo Milram desapareció al final de la temporada 2010. Fabian Wegmann fichó por el equipo Leopard-Trek, creado alrededor de los hermanos Andy y Fränk Schleck. Formó parte del equipo que disputó el Giro de Italia, pero se retiró junto con el resto de sus compañeros en la cuarta etapa debido a la muerte de su compañero Wouter Weylandt durante la tercera etapa.
A finales de 2011, debido a la fusión del Leopard-Trek con el equipo RadioShack, se unió a la formación americana Garmin-Barracuda.

## Palmarés
2003
- Sachsen-Tour
- 3.º en el Campeonato de Alemania en Ruta

2004
- Tres Valles Varesinos
- Clasificación de la montaña del Giro de Italia
- 3.º en el Campeonato de Alemania en Ruta

2005
- Gran Premio de San Francisco
- Gran Premio de Schwarzwald
- GP Buchholz
- 1 etapa del Tour de Polonia

2006
- G.P. Miguel Induráin
- 1 etapa de la Dauphiné Libéré

2007
- Campeonato de Alemania en Ruta
- Vuelta a Núremberg
- GP Buchholz

2008
- G.P. Miguel Induráin
- Campeonato de Alemania en Ruta

2009
- Gran Premio de Fráncfort

2010
- Gran Premio de Fráncfort

2012
- Campeonato de Alemania en Ruta

## Resultados en Grandes Vueltas y Campeonatos del Mundo
Durante su carrera deportiva consiguió los siguientes puestos en las Grandes Vueltas y Campeonatos del Mundo:
| Carrera         | Carrera         | 2002 | 2003 | 2004 | 2005 | 2006 | 2007 | 2008  | 2009  | 2010  | 2011 | 2012 | 2013 | 2014 | 2015 | 2016 |
| --------------- | --------------- | ---- | ---- | ---- | ---- | ---- | ---- | ----- | ----- | ----- | ---- | ---- | ---- | ---- | ---- | ---- |
|                 | Giro de Italia  | —    | —    | 36.º | —    | —    | —    | —     | —     | Ab.   | Ab.  | —    | —    | Ab.  | —    | —    |
|                 | Tour de Francia | —    | —    | Ab.  | 79.º | 67.º | 60.º | F. c. | 137.º | 119.º | —    | —    | —    | —    | —    | —    |
|                 | Vuelta a España | —    | —    | —    | —    | —    | —    | —     | —     | —     | —    | —    | —    | —    | —    | —    |
| Mundial en Ruta | Mundial en Ruta | —    | 87.º | 33.º | 97.º | 54.º | 9.º  | 7.º   | 11.º  | 14.º  | —    | 27.º | 55.º | —    | —    | —    |

—: no participa 

Ab.: abandono

F. c.: descalificado por "fuera de control"

## Equipos
- Gerolsteiner (2002-2008)
- Team Milram (2009-2010)
- Leopard Trek (2011)
- Garmin-Sharp (2012-2014)
- Cult Energy Pro Cycling (2015)
- Stölting Service Group (2016)